# Hazard (Nebraska)
Hazard – wieś w Stanach Zjednoczonych, w stanie Nebraska, w hrabstwie Sherman.